# Expo (metrostation)

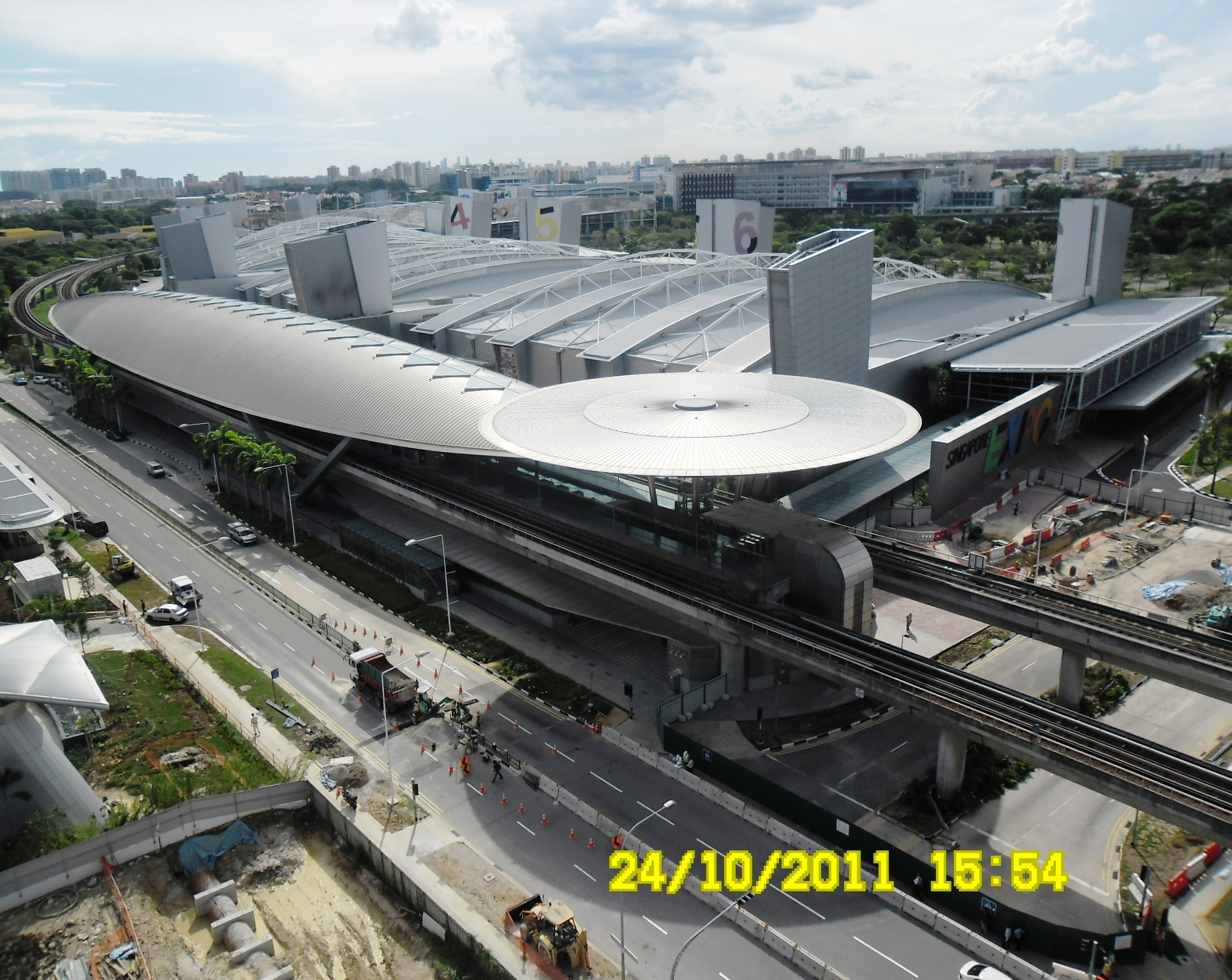

Expo is een metrostation van de metro van Singapore op de East West Line en de Downtown Line.
Het station ligt in Tampines in de East Region van Singapore. Het station ligt vlakbij en is genoemd naar de Singapore Expo, het grootste congres- en evenementencentrum van de stadstaat. Aan de andere zijde van de sporen bevindt zich een shoppingcentrum, Changi City Point. Het oorspronkelijke station aan de EWL is bovengronds met het perron op een verhoging. De tweede aansluiting op de Downtown Line is ondergronds met het perron 25 m onder de grond.